# Estadi Rodrigo Paz Delgado
L'Estadi Rodrigo Paz Delgado, també conegut com La Casa Blanca, és un estadi de futbol de la ciutat de Quito, Equador. Entre 1997 i 2017 fou conegut amb el nom Estadi Liga Deportiva Universitaria.
L'estadi va ser construït entre 1995 i 1997, i inaugurat el 6 de març de 1997. És propietat de la Liga Deportiva Universitaria de Quito i té una capacitat per a 41.575 espectadors asseguts.

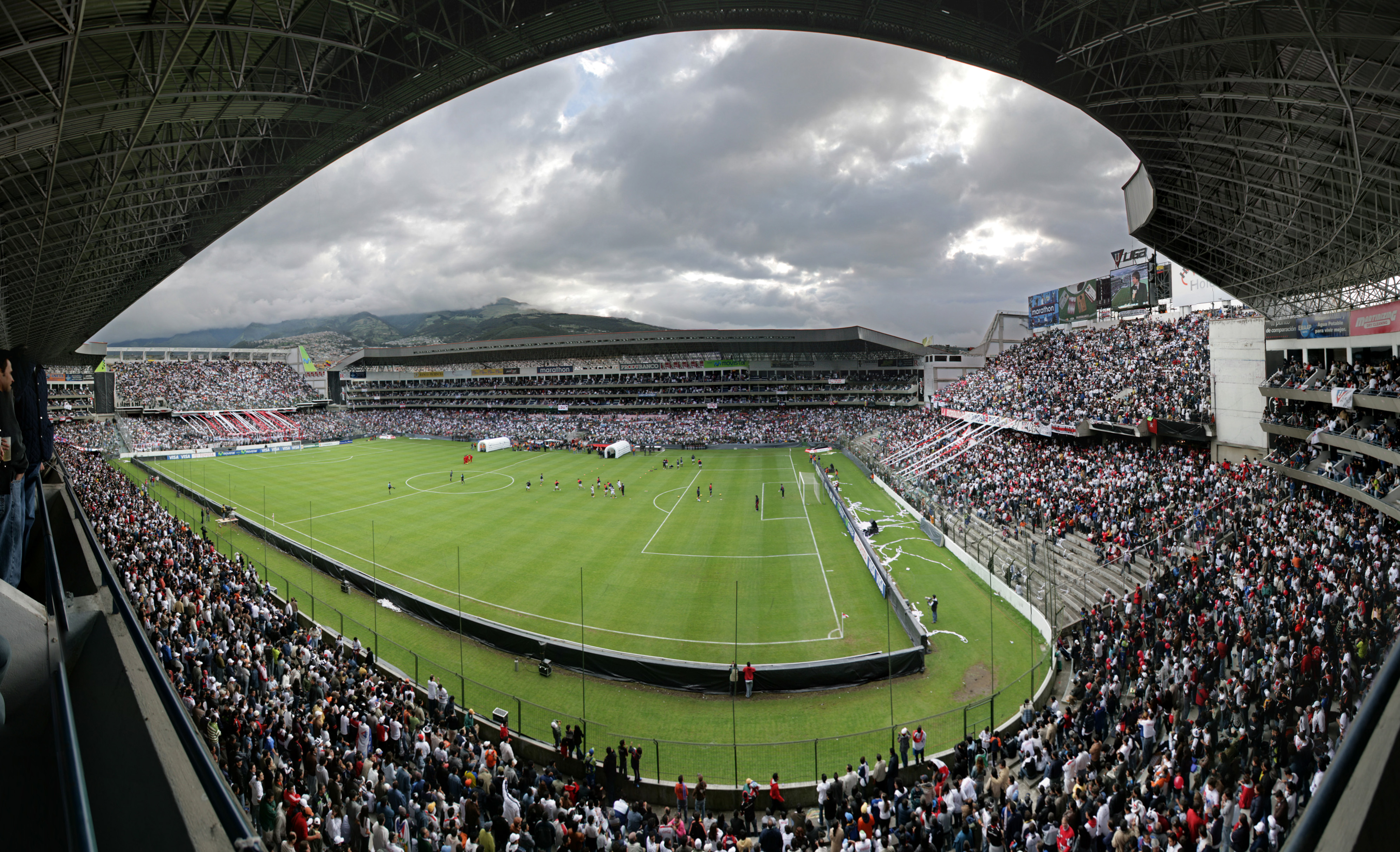
Vista panoràmica del partit Quito v San Lorenzo a la Copa Libertadores 2008.